# Мар'янопільська сільська рада
| Мар'янопільська сільська рада — колишній орган місцевого самоврядування у Новоукраїнському районі Кіровоградської області з адміністративним центром у с. Мар'янопіль. Сільській раді підпорядковані населені пункти: - с. Мар'янопіль - с. Кам'яний Міст |

## Склад ради
Рада складалася з 14 депутатів та голови.

### Керівний склад ради
| ПІБ                           | Основні відомості                                                         | Дата обрання | Дата звільнення |
| ----------------------------- | ------------------------------------------------------------------------- | ------------ | --------------- |
| Огирь Людмила Михайлівна      | Сільський голова, 1950 року народження, освіта, позапартійна              | 26.03.2006   | 31.03.2010      |
| Зелінський Олександр Петрович | Сільський голова, 1950 року народження, освіта вища, член Партії регіонів | 18.09.2011   |                 |

Примітка: таблиця складена за даними джерела

## Населення
Згідно з переписом УРСР 1989 року чисельність наявного населення сільської ради становила 718 осіб, з яких 333 чоловіки та 385 жінок.
За переписом населення України 2001 року в сільській раді мешкало 657 осіб.

### Мова
Розподіл населення за рідною мовою за даними перепису 2001 року:
| Мова       | Відсоток |
| ---------- | -------- |
| українська | 92,05 %  |
| російська  | 4,89 %   |
| молдовська | 2,60 %   |
| білоруська | 0,46 %   |